# 亚历山德罗·卡瓦略·洛佩斯
亚历山德罗·卡瓦略·洛佩斯（Alexsandro Carvalho Lopes，1985年4月30日—），是一名巴西职业足球运动员，现效力于巴希亚。

## 俱乐部生涯
阿莱克斯在巴西联赛球队Uniclinic开始职业足球生涯，此后曾经先后效力于基思奥马、塞阿拉、依卡萨 、马杜雷拉、伊图阿诺和巴卢韦利等球队。
2008年，他加盟中甲球队南昌八一。